# クジャク

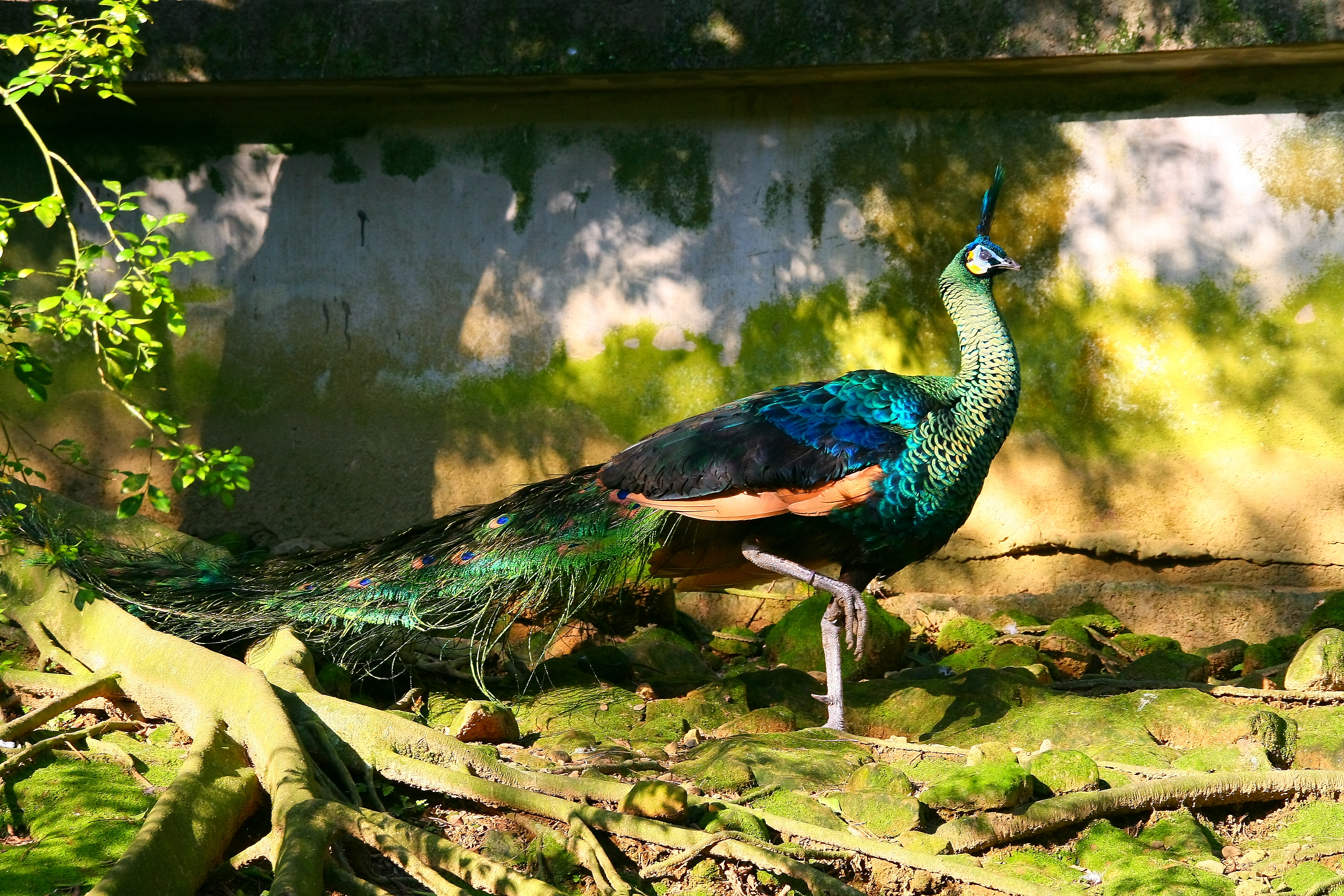
マクジャク

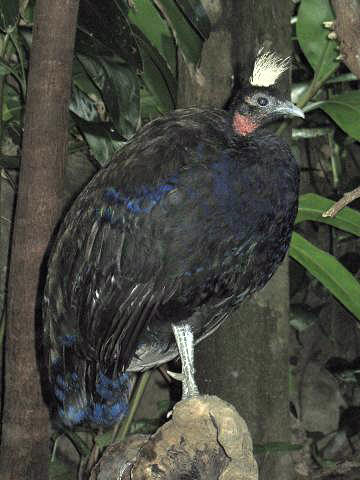
コンゴクジャク

クジャク（孔雀）はキジ科の鳥類。世界的には、中国から東南アジア、南アジアに分布するクジャク属2種とアフリカに分布するコンゴクジャク属1種から成る。一般的には、クジャクといえば前者を指している。オスは大きく鮮やかな飾り羽を持ち、それを扇状に開いてメスを誘う姿が有名である。

## 形態
飾り羽を入れたオスの体長は180 - 250センチメートル、メスは60 - 90センチメートル程度、体重はオスが4 - 6キログラム、メスが3 - 4キログラム程度である。足には鋭い蹴爪があり、狩りや闘争に用いる。素早く飛び立つ事はできるが長い距離を飛ぶことはなく、メスの飛行距離は1度の飛翔で数百メートルを飛ぶが、飾り羽のあるオスはメスよりも短い距離しか飛べない。
オスの飾り羽は全部で150枚あり、全長1.5メートルに及ぶ。尾羽のように見えるが、上尾筒という尾羽の付け根の上側を覆う羽が変化したものであり、メスにアピールするための羽である。褐色をした実際の尾羽はその下にあり、繁殖期が終わって上尾筒が脱落した後やディスプレイ中などに観察できる。尾羽の付け根には油脂腺があり、そこに分泌される油を嘴で使って羽毛の手入れを行う。
オスの羽は異性間淘汰によって発達した例として知られるが、その発達の理由もいくつか提唱されている。
- 整った羽を持つ個体は、寄生虫などに冒されていない健全な個体であると同時に生存に有利な遺伝子を持つことをアピールでき、優先的に子孫を残せるという説（オネストアドバタイズメント理論）
- 捕食されやすい長い上尾筒を持つことで、健全な個体であると同時に生存に有利な遺伝子を持つことをアピールでき、優先的に子孫を残せるという説（ハンディキャップ理論）
- 長い尾羽を持つオスの遺伝子と長い尾羽のオスを好むメスの遺伝子が互いを選択した結果、オスの尾羽が長くなったとする説（ランナウェイ説）

など。
鮮やかな羽の色は色素によるものではなく、構造色によるものである。基礎となる色は茶色であり、光を乱反射する表面形状をもつ角質と、その内部に含まれるメラニン色素の粒によって、シャボン玉のような実在しない色を見せる。夏季になると羽毛が生え変わる換羽に入り、夏の終りまでには概ね生え変わるが、完全に再生するまでには7か月かかる。

## 分布
羽が青藍色のインドクジャクは、インドの低木の散在する開豁地に分布する。翠系の光沢を持つ美しい羽色のマクジャクは中国からベトナム、マレー半島にかけて分布する。コンゴクジャクはコンゴ盆地に分布し、長い上尾筒（じょうびとう）を持たない。

## 生態
クジャクは雑食性であり、草や葉、木の実や果実などの植物も食べるが、ミミズやシロアリなどの昆虫、小型の爬虫類などの小動物も好んで食べる。水を飲むときは嘴で水をすくい、上を向いて流し込む。
社会性があり、基本的に群れを作って生活することを好むが、春の求愛時期のオスや、子育ての時期のメスは単独行動を行う。一夫多妻制の繁殖システムを持ち、求愛時期の春にはメスへの求愛行為や、オス同士の激しい闘争が行われる。メスは1回の繁殖で3 - 8個の卵を生み、単独もしくはメス同士の共同で抱卵する。最長寿命記録は20年である。
過剰なほど派手な求愛時の姿に対して、休憩・睡眠時は体高を極端に低くして樹木の枝の上の平らな部分や地面の安全な部分に伏せる姿が無防備そうに見えるため、求愛時と休憩時とのギャップが激しい鳥でもある。雌のクジャクの場合は保護色のため樹木や地面の色と区別が付きにくくなるが、雄や白色種の場合は鮮やかな青色や白色をさらけ出すことになる。これについては、体勢が低いため天敵から身を護れるという説がある。

### 鳴き声
「イヤーン、イヤーン」または「キーオウ、キーオウ（インドクジャクの場合）」と独特の甲高い声で鳴く。夕方に多く、トランペットともネコの鳴き声に近いとも言われる。就寝前にはねぐらの全羽が「ヒーオン」というコンタクトコールを行って眠りにつく。また、ねぐらに敵が接近してきた時は、気がついた個体が「コッコッコッコッ」という警戒音を出して仲間に危険を知らせる。求愛の際にはオスはメスに対して飾り羽を広げ、「ミャオー」という叫び声を上げるとともに尾羽を打ち鳴らすディスプレイ行為を行う。

## 人間との関係
人間によるインドクジャクの飼育は4000年の歴史があり、貴重な鳥として扱われてきた。羽は工芸品に広く利用されてきた。神経毒に耐性を持つと言われているが、学術的に毒耐性が確認されたことはない。クジャクを含むキジ目は卵や雛を守るために毒蛇やサソリ等の毒虫を攻撃する習性から、邪気を払う象徴として「孔雀明王」の名で仏教の信仰対象にも取り入れられた。
ヒンドゥー教では、孔雀はスカンダという神の乗り物であり、インドの国鳥ともなっている。クルド人の信仰するヤズィード派の主神マラク・ターウースは、クジャクの姿をした天使である。また、ギリシア神話においては女神ヘーラーの飼い鳥とされ、上尾筒の模様は百の目を持つ巨人アルゴスから取った目玉そのものであるとする説がある。
一方、インドクジャクよりも気性の荒いマクジャクは保護の対象とはならなかった。
日本では、推古天皇6年（598年）に新羅よりクジャクが贈呈されたという記述が『日本書紀』にある。江戸時代、大阪に孔雀を見ながら茶が飲める茶店があり、「孔雀茶屋」と呼ばれた。また、吉原遊廓の近くに孔雀長屋と呼ばれる長屋があった。謂れは、吉原の「孔雀や」の所有だったから、孔雀屋三右衛門の地所で孔雀不動の祠があったから、孔雀のように美しい吉原の灯りがよく見える長屋だったから、孔雀のように美しい娘が住んでいたから、など諸説ある。
日本における麻雀牌の一索は大半の場合孔雀の絵柄である。
ホテルの見世物やペットが脱走し宮古島など各地で野生化しており、農地を荒らしている害鳥のため駆除に追われている。中世のヨーロッパでは食肉として使われていたが、このように日本でも繁殖したことで、駆除したクジャクのご当地グルメ化が研究されている。

## ギャラリー

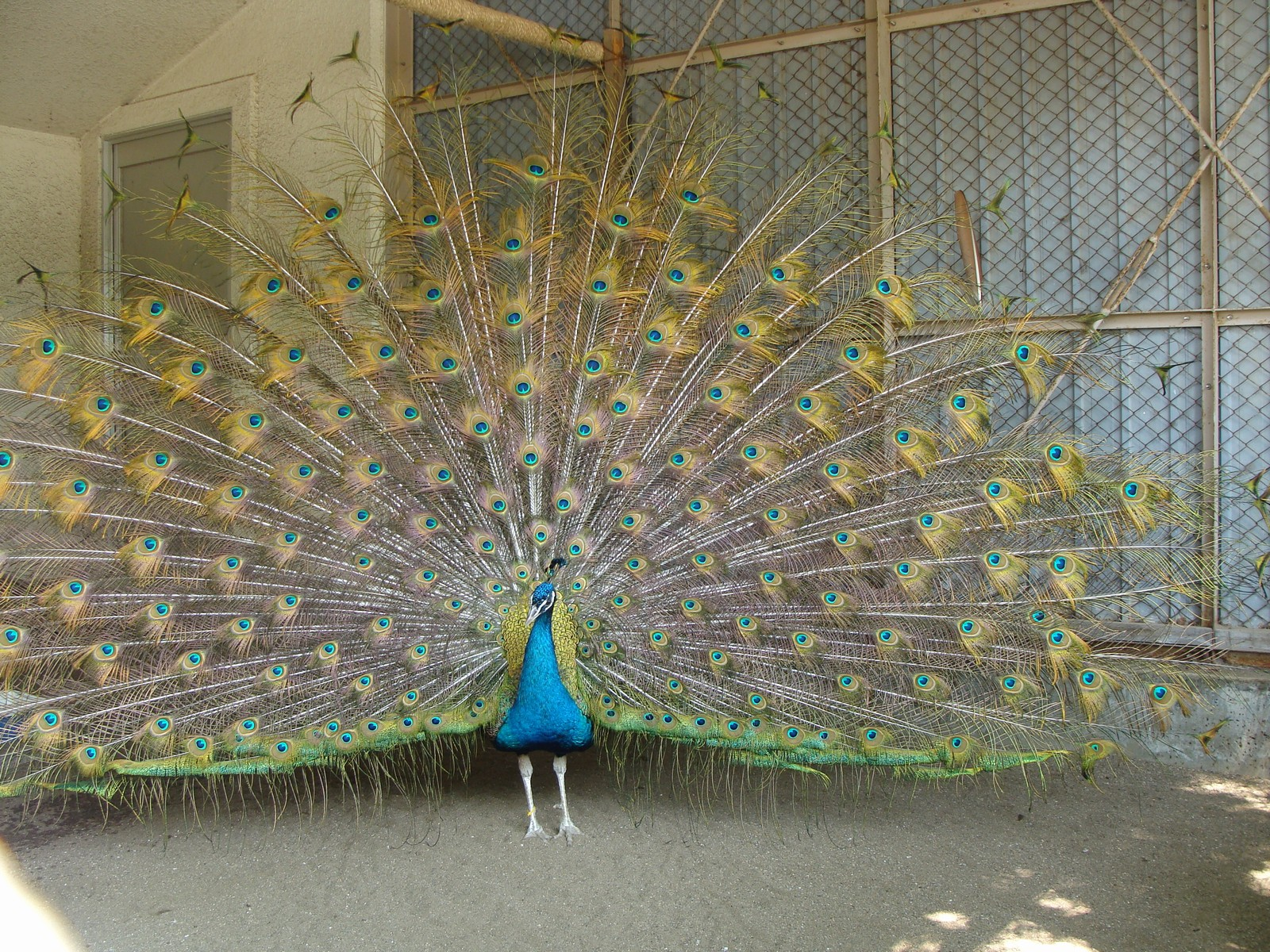
羽を広げた状態
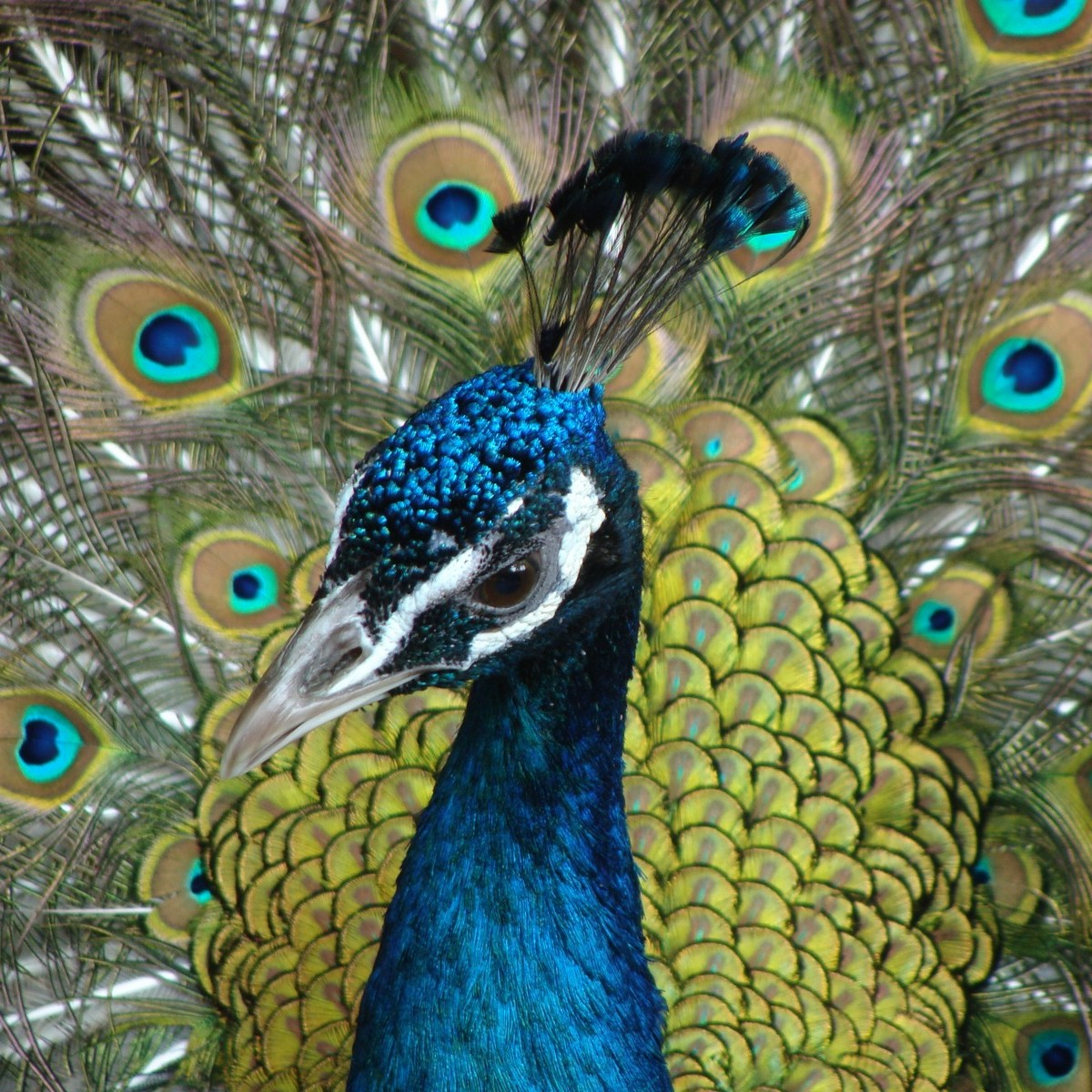
頭部の様子
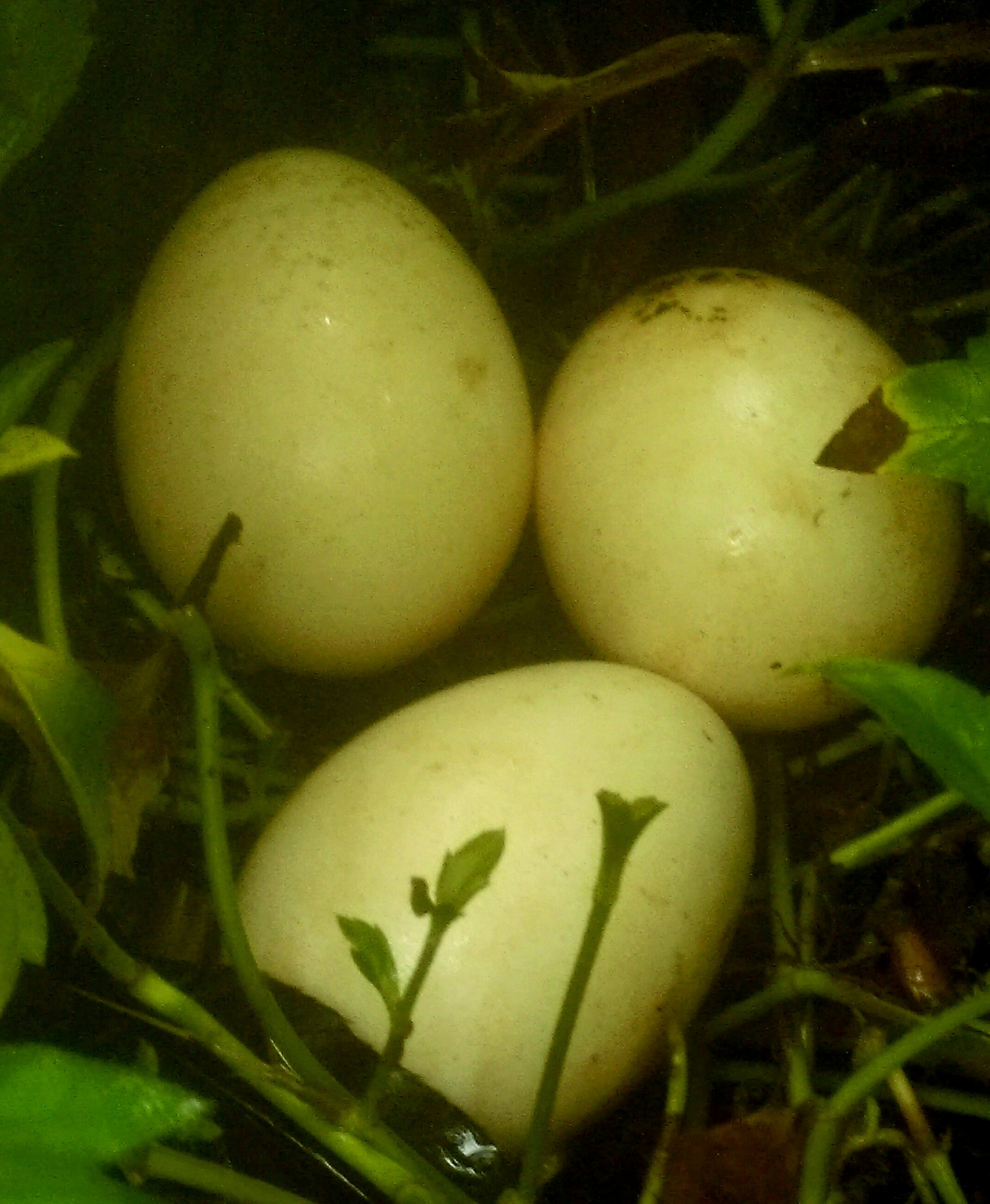
卵
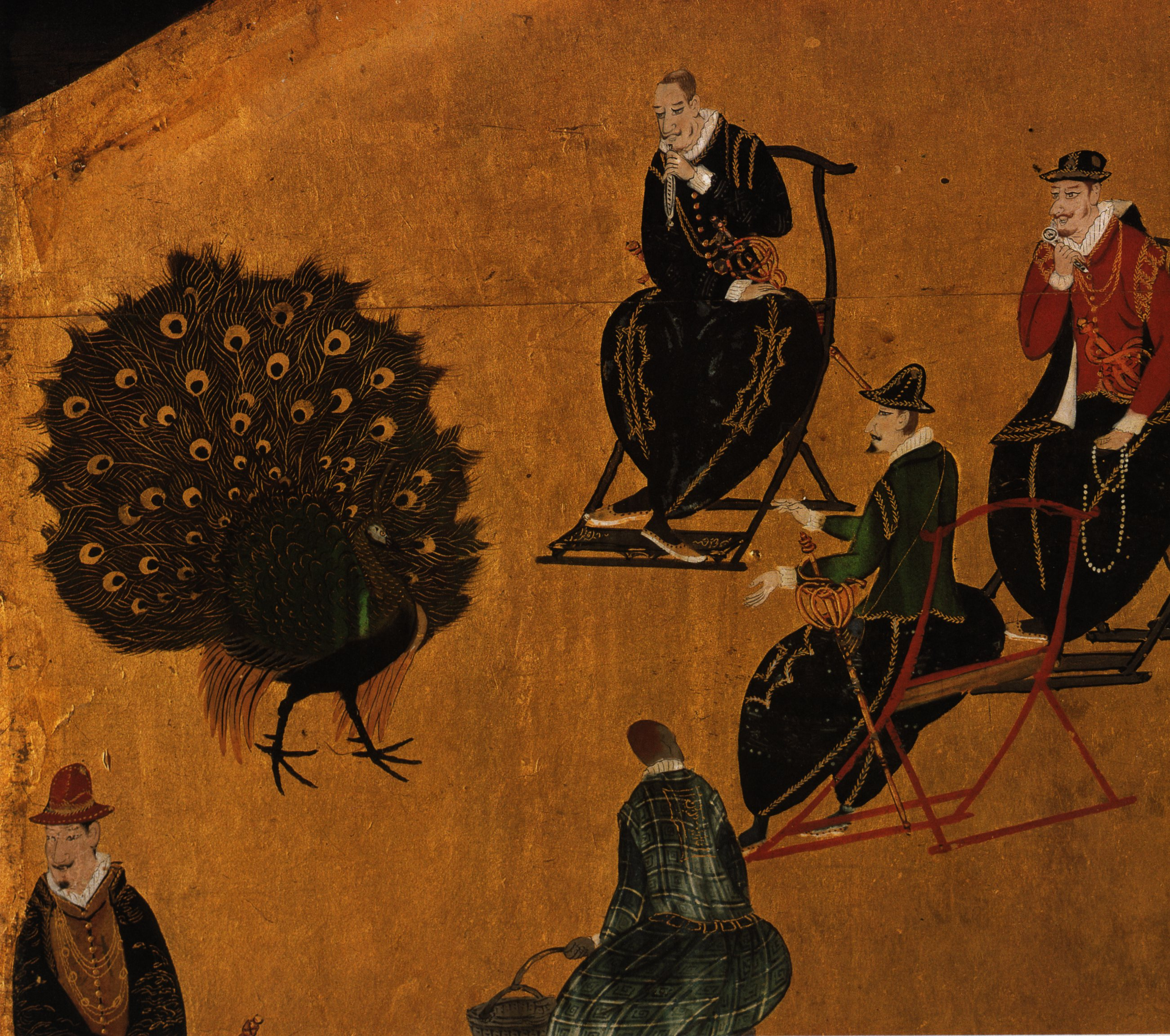
クジャクを観察する南蛮人たち
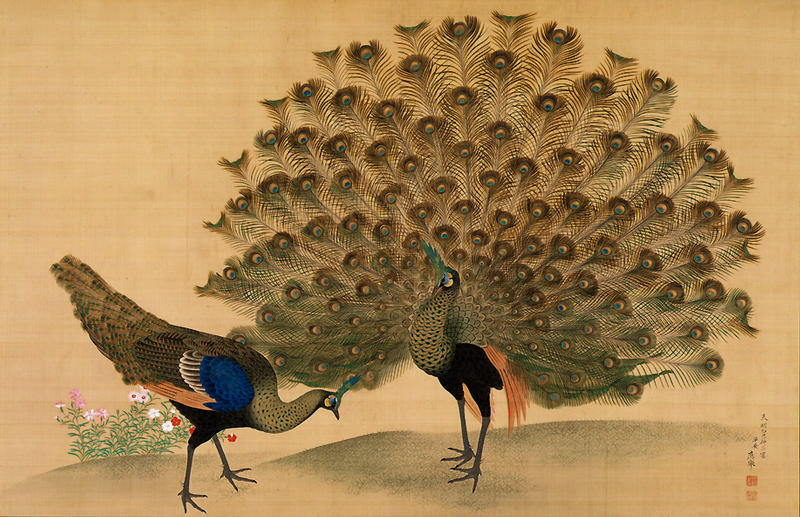
孔雀図（円山応挙・画、江戸時代後期、MIHO　MUSEUM所蔵）
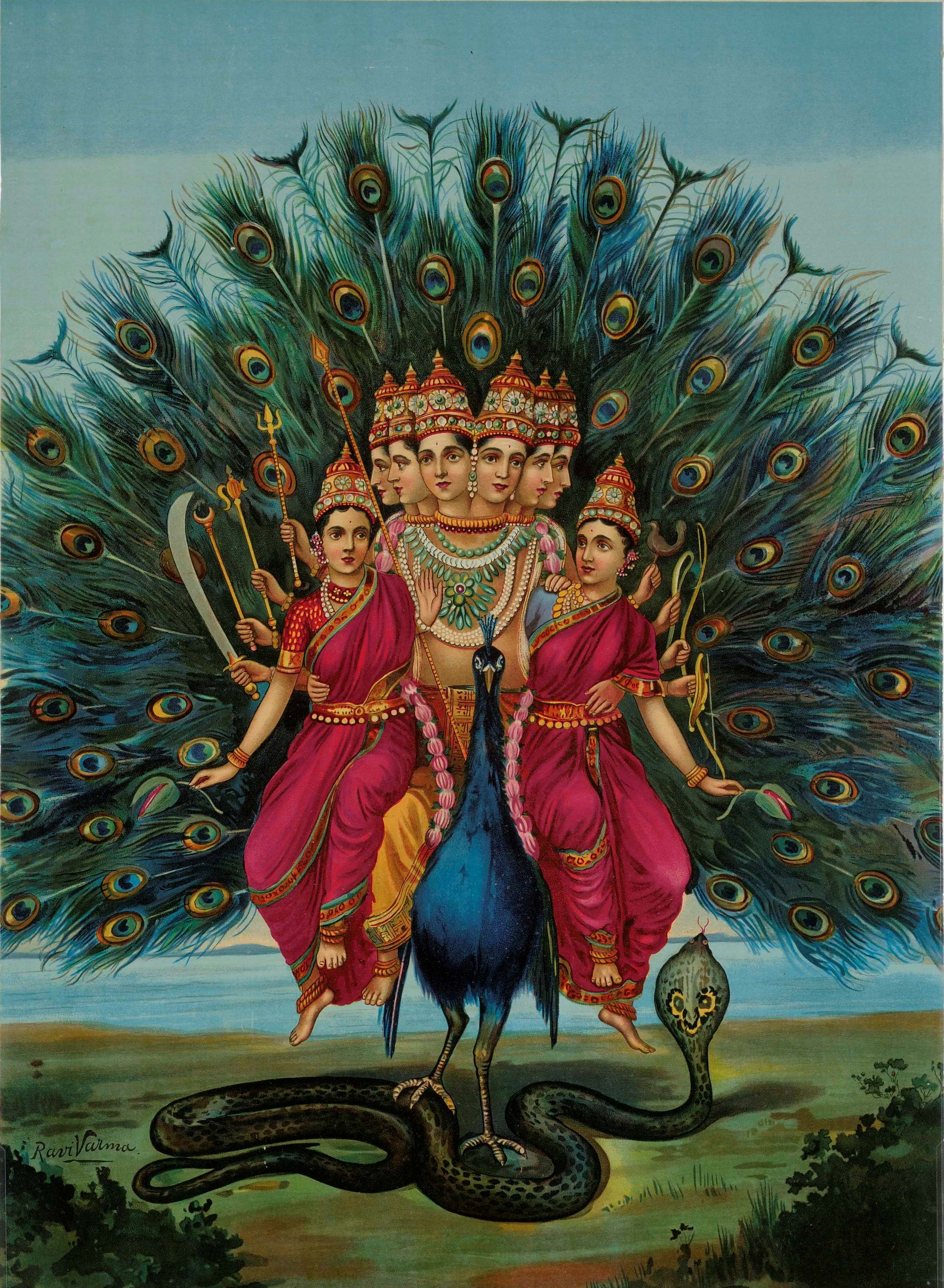
孔雀にまたがるインドヒンドゥー教の軍神スカンダとその妻たち
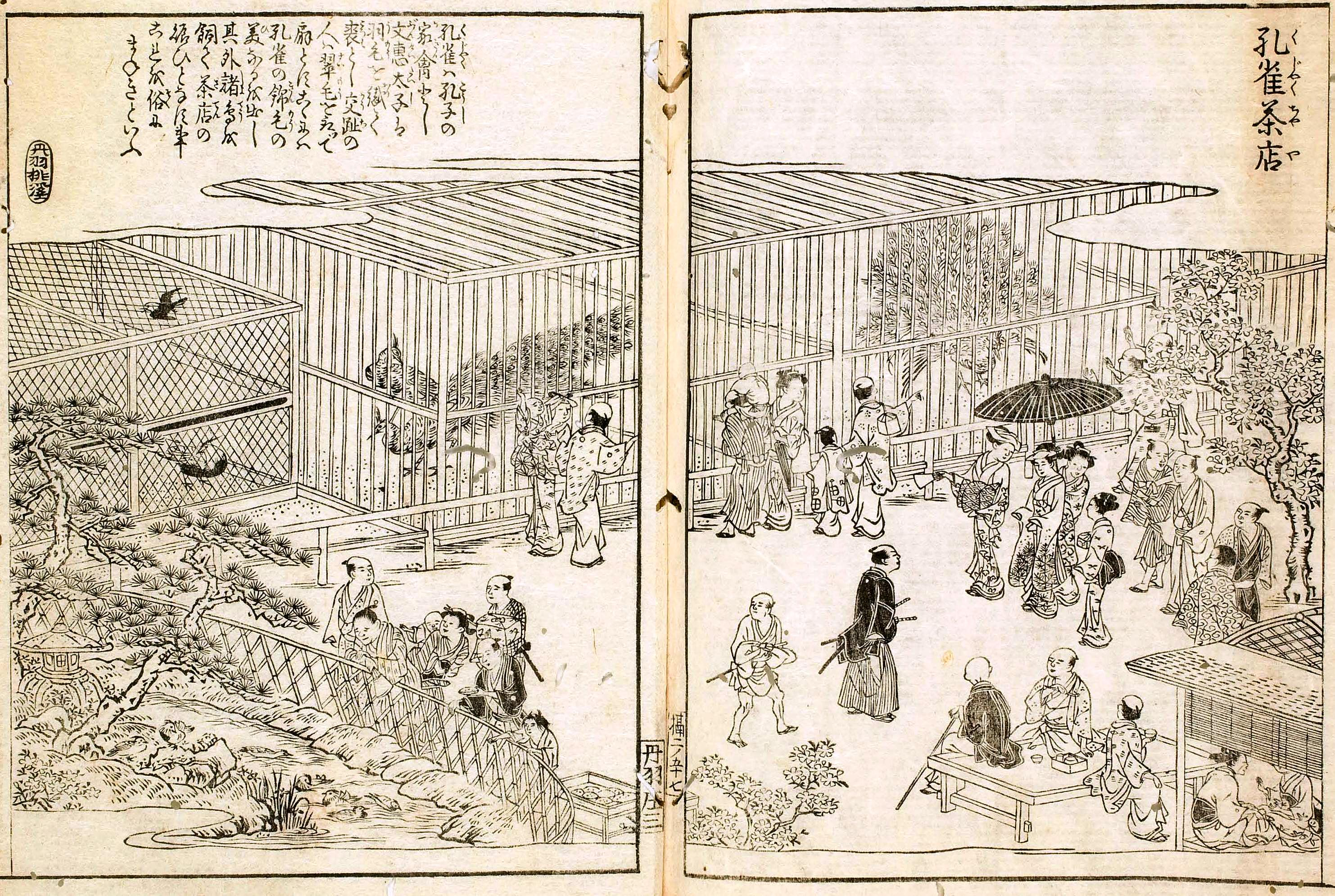
摂津名所図会「孔雀茶屋」
日本における麻雀牌の一索の絵柄の例